# Interpretación de la ley
La interpretación de la ley es el proceso interpretativo que consiste en establecer algún sentido de las normas jurídicas que forman el derecho legislado. Se trata de un tipo de interpretación jurídica. En particular es realizado por los jueces que deciden de un caso de acuerdo con la legislación aplicable al mismo. Además de que solo los legisladores son los que pueden manifestar la oscuridad de una ley en donde deben recurrir a la historia o, en general, a los métodos de interpretación de la ley para determinar un sentido razonable.

## Clasificaciones de la interpretación de la ley
En cuanto a las clasificaciones más frecuentes de la interpretación de la ley, ellas se hacen desde el punto de vista del agente que la lleva a cabo, desde el punto de vista del resultado a que conduce, y desde el punto de vista de si la actividad interpretativa se encuentra o no reglada por el ordenamiento jurídico.
1. En atención al agente que la lleva a cabo, es posible distinguir entre interpretación pública e interpretación privada.
La interpretación pública se clasifica en interpretación legal, judicial y administrativa.
En cuanto a la interpretación privada, se trata de la que realizan los propios sujetos de derecho, los juristas y las que llevan a cabo los abogados en su condición de expertos en derecho.
2. Desde la perspectiva del resultado a que conduce, la interpretación legal se clasifica en estricta, extensiva y restrictiva.
Interpretación estricta es aquella que conduce a la conclusión de que el texto legal debe ser interpretado únicamente a los casos que él expresamente menciona, sin extenderse a más casos de los que este contempla ni restringirse a menos de los señalados por el legislador.
Interpretación extensiva, en cambio, es la que como resultado de la misma se concluye que la ley debe aplicarse a más casos o situaciones de los que esta expresamente menciona.
Interpretación restrictiva, por último, es aquella en cuya virtud se desprende que la ley objeto de interpretación debe aplicarse a menos situaciones de las que ella menciona expresamente.
3. La última clasificación de la interpretación legal es la que distingue entre interpretación reglada y no reglada.
Interpretación reglada es aquella que en cuanto al método que debe seguir el intérprete para establecer el o los significados de las normas legales interpretadas se encuentra normado por el respectivo ordenamiento jurídico.
Interpretación no reglada, en contraste, es aquella que no se encuentra regulada por el ordenamiento, de modo tal que el intérprete puede atribuir el significado a la norma legal de una manera más libre que en la anterior interpretación de la ley

## Métodos o elementos de la interpretación de la ley
Métodos o elementos de interpretación de la ley son los medios de que dispone el intérprete para establecer el o los posibles sentidos y alcances de la ley interpretada. Estos medios son comúnmente aceptados por la doctrina y en ocasiones consagrados expresamente por los propios ordenamientos jurídicos. Estos elementos son el elemento gramatical, el histórico, el lógico, el sistemático y el teleológico.
1. El elemento gramatical es aquel que permite establecer el o los sentidos y alcances de la ley haciendo uso del tenor de las propias palabras de la ley, es decir, al significado de los términos y frases de que se valió el legislador para expresar y comunicar su pensamiento. Este método interpretativo parte del supuesto que la voluntad e intención del legislador está impregnada en la ley; y como la ley está escriturada, entonces la mejor manera de descifrar la verdadera intención legislativa es a través de las palabras de que hace este.
2. El elemento histórico permite interpretar el derecho legislado aludiendo para ello a la historia del texto legal que se trata de interpretar. Esta historia se ve reflejada en cada una de las historias o etapas del proceso de formación de la ley.
3. El elemento lógico es aquel que para establecer el o los sentidos o alcances de una ley se vale del análisis intelectual de las conexiones que las normas de una misma ley guardan entre sí o bien, con otras leyes que versen sobre la misma materia.
4. El elemento sistemático permite interpretar la ley atendiendo a las conexiones de la misma con la totalidad del ordenamiento jurídico del cual forma parte, incluidos los principios generales del derecho. Así, este método no es sino un grado más avanzado del método lógico.
5. El elemento teleológico, por último, es aquel que permite establecer el sentido o alcance de un precepto legal atendiendo al fin de esta, es decir, a los determinados objetivos que se buscó conseguir mediante su establecimiento. El método teleológico en su denominación tiene el prefijo «tele», el cual se puede definir como fin. Este método, en palabras sencillas, es el que pretende llegar a la interpretación de la norma a través de la finalidad o propósito buscados por los contratantes de la misma, o sea, la razón de ser de la norma o ratio legis (Locución latina que significa 'razón de la ley' o 'motivo legal'), que va más allá del simple texto. También se denomina interpretación finalista.

## Regulación por países

### Chile
En Chile, el Código Civil contempla normas sobre interpretación de la ley en los artículos 19 al 24.

### Perú
En el Perú, los métodos de interpretación de la ley en general se encuentran contemplados en los artículos 168º al 170º del Código Civil.
Con respecto a las normas del Procedimiento Administrativo éstas se interpretan conforme a los principios contemplados en el Título Preliminar, del artículo IV de la Ley N.º 27444 "Ley del Procedimiento Administrativo General", así como los artículos V, VI y VII de la citada norma. Los artículos mencionados consagran la interpretación sistemática por integración del derecho administrativo peruano.

### Ecuador
En Ecuador, lo referente a las reglas de interpretación de la ley se encuentran en el art. 18 y 19 del Código Civil.